# Lilla Bältbron (1935)
Det finns två broar som heter Lilla Bältbron; en äldre som stod färdig 1935 och en nyare som stod färdig 1970. Båda broarna går mellan Jylland och Fyn över Lilla Bält i Danmark. Den äldre bron började byggas 1929 och invigdes den 14 maj 1935. Brobanan vilar på två gerberbalkar, med ett inbördes avstånd av 16,5 m. Mittspannets spännvidd är 220 meter, de anslutande sidospannens 165 respektive 137 meter.
Bron har dels en dubbelspårig järnväg och dels en väg som med dagens mått mätt kan anses som ganska smal, 5,6 m bred körbana och en 2,5 m bred gångbana. Innan bron fanns utgjordes förbindelsen mellan Jylland och Fyn av färja, dels bilfärja och dels tågfärja. Detta ansågs tidskrävande. Ett tåg som gick från Jylland på väg till Köpenhamn fick köras ombord på färjan två gånger, dels över Lilla Bält och dels över Stora Bält vilket gjorde att dessa resor tog lång tid trots att Danmark inte är så stort till ytan. För att korta restiden byggdes en bro.
Även för dem som åkte bil blev förbindelsen avsevärt snabbare då den tvärgående Hovedvej 1 från Esbjerg till Köpenhamn gick över bron. Vägen ansågs dessutom vara av förhållandevis god standard efter dåtida danska förhållanden. Järnvägen byggdes som dubbelspårig och höll hög standard för sin tid.
När bron öppnades infördes speciella expresståg som gick från Köpenhamn till Jylland och tack vare bron kunde dessa gå smidigt. Denna bro är fortfarande den enda järnvägsförbindelsen mellan Jylland och Fyn. Järnvägen är också fortfarande av förhållandevis hög standard med 180 km/h som hastighet, och banan har också elektrifierats. Bron anses dock nu ganska sliten och gammal. Banan är en av de viktigaste stambanorna i Danmark. Den utgör också numera en viktig transitjärnväg mellan Sverige och Tyskland för godstrafik, och större delen av den går här.
Vägen är dock numera degraderad till lokalväg och används inte längre för genomfartstrafik då denna har ersatts av den nyare Lilla Bältbron (1970). Vägen på själva bron är smal enligt nutida standard.
Bron är 1178 meter lång och 20,5 meter bred. Genomseglingshöjden är 33 meter. Genomseglingsbredden är 220 meter. Bron avbildas på framsidan av den nyaste versionen av den danska 100-kronorssedeln (utgiven sedan 4 maj 2010).
Det finns planer på en Tredje Lilla Bältförbindelse. År 2023 påbörjades en utredning av en sådan förbindelse.